# Bothrops pauloensis
La yarará chica misionera (Bothrops pauloensis), también llamada comúnmente yarará-í, es una especie de serpiente venenosa del género Bothrops, de la subfamilia de las víboras de foseta. Habita en selvas serranas del centro-este de Sudamérica.

## Taxonomía
Esta especie fue descrita originalmente en el año 1925 por el herpetólogo brasileño Afrânio Pompílio Gastos do Amaral, bajo el nombre científico de Bothrops neuwiedi pauloensis.
Localidad tipo
La localidad tipo es: Leme, São Paulo, Brasil.
Historia taxonómica
Durante el siglo XX fue mantenida en el género Bothrops pero en 2009 fue trasladada a Bothropoides. Finalmente, en el año 2012, luego de una revisión de la morfología, filogenia y taxonomía de las serpientes bothropoides sudamericanas, las especies de ese género fueron nuevamente reincorporadas a Bothrops.

## Distribución y hábitat
Esta especie se distribuye en variados ambientes desde el centro del Brasil, en los estados de: São Paulo, norte de Paraná, oeste de Minas Gerais, Goiás, Mato Grosso y Mato Grosso del Sur; en Bolivia, el Paraguay, y el nordeste de la Argentina, en la provincia de Misiones.